# 魯班卡 (馬林區)
50°43′14″N 29°3′18″E / 50.72056°N 29.05500°E
魯班卡（烏克蘭語：Рубанка），是烏克蘭北部的村落，隸屬日托米爾州的科羅斯滕區。該村面積大约0.58平方公里，海拔高度172米，2001年人口33，人口密度每平方公里56.8人。